# Кладовища Кременчука
Станом на 2018 рік у Кременчуці існує 18 кладовищ: 2 діючі та 16 закритих.

## Існуючі
| Назва, розташування                                 | Координати                                                            | Статус  | Зображення |
| --------------------------------------------------- | --------------------------------------------------------------------- | ------- | ---------- |
| Воскресенське (по вулиці Бетонній)                  | 49°5′18″ пн. ш. 33°24′29″ сх. д. / 49.08833° пн. ш. 33.40806° сх. д.  | Закрите |            |
| Деївське (поблизу Деївської гори)                   | 49°4′14″ пн. ш. 33°28′52″ сх. д. / 49.07056° пн. ш. 33.48111° сх. д.  | Діюче   |            |
| Кохнівське (по проспекту Полтавському)              | 49°6′46″ пн. ш. 33°28′8″ сх. д. / 49.11278° пн. ш. 33.46889° сх. д.   | Закрите |            |
| Крюківське (по вулиці Республіканській)             | 49°01′56″ пн. ш. 33°26′35″ сх. д. / 49.03222° пн. ш. 33.44306° сх. д. | Закрите |            |
| Новоміське (по вулиці Юрія Кондратюка)              | 49°5′47″ пн. ш. 33°22′26″ сх. д. / 49.09639° пн. ш. 33.37389° сх. д.  | Закрите |            |
| Петрівське (по вулиці Ціолковського)                | 49°7′4″ пн. ш. 33°25′29″ сх. д. / 49.11778° пн. ш. 33.42472° сх. д.   | Закрите |            |
| Ревівське (по вулиці Богдана Хмельницького)         | 49°4′58″ пн. ш. 33°23′27″ сх. д. / 49.08278° пн. ш. 33.39083° сх. д.  | Закрите |            |
| Свіштовське (по вулиці Свіштовській)                | 49°9′22″ пн. ш. 33°26′25″ сх. д. / 49.15611° пн. ш. 33.44028° сх. д.  | Діюче   |            |
| Чередницьке (між вулицями Чкалова, Сєрова, Леонова) | 49°5′8″ пн. ш. 33°26′33″ сх. д. / 49.08556° пн. ш. 33.44250° сх. д.   | Закрите |            |
| Кладовище по вулиці Академіка Герасимовича          | 49.008704, 33.407335                                                  | Закрите |            |
| Кладовище по вулиці Енергетиків                     | 49°8′32″ пн. ш. 33°25′31″ сх. д. / 49.14222° пн. ш. 33.42528° сх. д.  | Закрите |            |
| Кладовище по вулиці Заводській                      |                                                                       | Закрите |            |
| Кладовище по вулиці Ломоносова                      | 49°8′10″ пн. ш. 33°25′45″ сх. д. / 49.13611° пн. ш. 33.42917° сх. д.  | Закрите |            |
| Кладовище по вулиці Маяковського                    | 49°5′20″ пн. ш. 33°26′11″ сх. д. / 49.08889° пн. ш. 33.43639° сх. д.  | Закрите |            |
| Кладовище по вулиці Олексія Древаля                 | 49°7′40″ пн. ш. 33°25′19″ сх. д. / 49.12778° пн. ш. 33.42194° сх. д.  | Закрите |            |
| Кладовище по вулиці Суворова                        |                                                                       | Закрите |            |
| Кладовище по вулиці Якова Петруся                   | 49°06′46″ пн. ш. 33°26′58″ сх. д. / 49.11278° пн. ш. 33.44944° сх. д. | Закрите |            |
| Кладовище по проїзду Людмили Корабліної             |                                                                       | Закрите |            |

## Колишні
| Назва, розташування                                                         | Координати                                                            | Короткі відомості | Зображення |
| --------------------------------------------------------------------------- | --------------------------------------------------------------------- | --- | ---------- |
| Єврейське кладовище на Артскладах (у кінці сучасної вулиці Небесної Сотні)  | 49°04′58″ пн. ш. 33°24′06″ сх. д. / 49.08278° пн. ш. 33.40167° сх. д. | У ХVIII–ХІХ століттях було основним місцем захоронення кременчуцьких євреїв. Після Другої Світової війни на території кладовища були побудовані артилерійські склади. Наразі збереглися лише окремі захоронення.                     |            |
| Єврейське кладовище на Костромі (gоблизу сучасної станції Крюків-на-Дніпрі) | 49°01′48″ пн. ш. 33°26′24″ сх. д. / 49.03000° пн. ш. 33.44000° сх. д. | У XVIII–ХІХ століттях було основним місцем захоронення крюківських євреїв. Побудована у другій половині ХІХ століття Харківсько-Миколаївська залізниця розділила кладовище навпіл, а вже в 1930-х роках воно було остаточно знищене. |            |